# ブー・ホン・クアン
ブー・ホン・クアン（ベトナム語: Vũ Hồng Quân、1999年10月3日 - ）は、ベトナムのサッカー選手。ポジションはMF。

## 来歴
タン・クアンニンFCの下部組織出身で2020年にトップチームに昇格した。
2022年にサイゴンFCに完全移籍。1月24日にパートナーシップを締結しているJ2リーグ・FC琉球にファム・バン・ルアンとともに期限付き移籍となった。同日にサイゴンはアスルクラロ沼津にタン・クアンニン時代からのチームメイトでもあるブイ・ゴック・ロン、グエン・バン・ソンの二人の期限付き移籍も発表し、同クラブの日本に若手選手を送り込む事によってベトナムサッカーの強化を図る方針の第一陣として来日した。6月1日の天皇杯 JFA 第102回全日本サッカー選手権大会・大宮アルディージャ戦で野田隆之介に代わって投入され、日本初出場となった。2022年10月24日、期限付き移籍期間満了による退団が発表された。

## 個人成績
| 国内大会個人成績 | 国内大会個人成績 | 国内大会個人成績 | 国内大会個人成績 | 国内大会個人成績 | 国内大会個人成績 | 国内大会個人成績 | 国内大会個人成績 | 国内大会個人成績 | 国内大会個人成績 | 国内大会個人成績 | 国内大会個人成績 |
| 年度             | クラブ           | 背番号           | リーグ           | リーグ戦         | リーグ戦         | リーグ杯         | リーグ杯         | オープン杯       | オープン杯       | 期間通算         | 期間通算         |
| 年度             | クラブ           | 背番号           | リーグ           | 出場             | 得点             | 出場             | 得点             | 出場             | 得点             | 出場             | 得点             |
| ベトナム         | ベトナム         | ベトナム         | ベトナム         | リーグ戦         | リーグ戦         | リーグ杯         | リーグ杯         | オープン杯       | オープン杯       | 期間通算         | 期間通算         |
| ---------------- | ---------------- | ---------------- | ---------------- | ---------------- | ---------------- | ---------------- | ---------------- | ---------------- | ---------------- | ---------------- | ---------------- |
| 2020             | タン・クアンニン | 68               | V1               | 1                | 0                | -                | -                | 0                | 0                | 1                | 0                |
| 2021             | タン・クアンニン | 20               | V1               | 9                | 0                | -                | -                | -                | -                | 9                | 0                |
| 日本             | 日本             | 日本             | 日本             | リーグ戦         | リーグ戦         | リーグ杯         | リーグ杯         | 天皇杯           | 天皇杯           | 期間通算         | 期間通算         |
| 2022             | 琉球             | 30               | J2               | 0                | 0                | -                | -                | 1                | 0                | 1                | 0                |
| 通算             | ベトナム         | ベトナム         | V1               | 10               | 0                | -                | -                | 0                | 0                | 10               | 0                |
| 通算             | 日本             | 日本             | J2               | 0                | 0                | -                | -                | 1                | 0                | 1                | 0                |
| 総通算           | 総通算           | 総通算           | 総通算           | 10               | 0                | 0                | 0                | 1                | 0                | 11               | 0                |